# Colpodium araraticum
Colpodium araraticum là một loài thực vật có hoa trong họ Hòa thảo. Loài này được (Lipsky) Woronow ex Grossh. mô tả khoa học đầu tiên năm 1928.